# Vogtland-Arena
Vogtland Arena — лыжный трамплин в германском Клингентале, который был построен взамен устаревшему трамплину «Ашбергшанце».
26 сентября 1990 года старый ветхий трамплин был взорван. С 2003 по 2005 год был построен новый трамплин под названием «Vogtland Arena» и 27 августа 2006 в рамках Летнего Гран-При лыжного двоеборья официально открыт.
В марте 2006 года состоялся кубок мира лыжного двоеборья, в сентябре 2006 года летний Гран-При.
7 февраля 2007 года кубок мира в чешском Харрахове был отменён и соревнования состоялись в Клингентале, в Фогтланд-арене.
Летом 2007 года состоялся Летний Гран-При по прыжкам с трамплина, а в январе 2008 года впервые состоялся кубок мира по Лыжному двоеборью в арене.